# Olympische Winterspiele 1976/Teilnehmer (Finnland)
| Gelbes Symbol für Goldmedaillen mit stilisierten Olympischen Ringen | Graues Symbol für Silbermedaillen mit stilisierten Olympischen Ringen | Braundes Symbol für Bronzemedaillen mit stilisierten Olympischen Ringen |
| ------------------------------------------------------------------- | --------------------------------------------------------------------- | ----------------------------------------------------------------------- |
| 2                                                                   | 4                                                                     | 1                                                                       |

Finnland nahm an den Olympischen Winterspielen 1976 im österreichischen Innsbruck mit einer Delegation von 47 Athleten, 38 Männer und 9 Frauen, teil.
Seit 1924 war es die zwölfte Teilnahme Finnlands bei Olympischen Winterspielen.

## Flaggenträger
Der Nordische Kombinierer und Skispringer Rauno Miettinen trug die Flagge Finnlands während der Eröffnungsfeier im Bergiselstadion.

## Medaillen
Mit zwei gewonnenen Gold-, vier Silber- und einer Bronzemedaill belegte das finnische Team Platz 6 im Medaillenspiegel.

### Gold
- Ski Nordisch
  - Helena Takalo: Frauen, Langlauf, 5 km
  - Arto Koivisto, Juha Mieto, Matti Pitkänen und Pertti Teurajärvi: Männer, Langlauf, 4 × 10-km-Staffel

### Silber
- Biathlon
  - Heikki Ikola: Männer, 20 km
  - Henrik Flöjt, Heikki Ikola, Esko Saira und Juhani Suutarinen: Männer, 4 × 7,5-km-Staffel
- Ski Nordisch
  - Helena Takalo: Frauen, Langlauf, 10 km
  - Marjatta Kajosmaa, Hilkka Riihivuori, Liisa Suihkonen und Helena Takalo: Frauen, Langlauf, 4 × 5-km-Staffel

### Bronze
- Ski Nordisch
  - Arto Koivisto: Männer, Langlauf, 15 km

## Teilnehmer nach Sportarten

### Ski Alpin
Frauen
- Riitta Ollikka
Abfahrt: 30. Platz – 1:53,85 min
Riesenslalom: 34. Platz – 1:40,15 min
Slalom: 17. Platz – 1:45,62 min

### Biathlon
Männer
- Henrik Flöjt
Staffel (4 × 7,5 km):  – 2:01:45,58 h; 2 Fehler
- Heikki Ikola
Einzel (20 km):  – 1:15:54,10 h; 2 Fehler
Staffel (4 × 7,5 km):  – 2:01:45,58 h; 2 Fehler
- Esko Saira
Einzel (20 km): 6. Platz – 1:17:32,84 h; 2 Fehler
Staffel (4 × 7,5 km):  – 1:54:37,25 h
- Juhani Suutarinen
Einzel (20 km): 13. Platz – 1:19:25,89 h; 2 Fehler
Staffel (4 × 7,5 km):  – 1:54:37,25 h

### Eishockey
Männer 4. Platz
| - Seppo Ahokainen - Hannu Haapalainen - Matti Hagman - Hannu Kapanen - Pertti Koivulahti - Tapio Koskinen - Reijo Laksola - Henry Leppä - Antti Leppänen | - Seppo Lindström - Pekka Marjamäki - Matti Murto - Timo Nummelin - Esa Peltonen - Matti Rautiainen - Timo Saari - Jorma Vehmanen - Urpo Ylönen |

### Eiskunstlauf
Männer
- Pekka Leskinen
13. Platz

### Eisschnelllauf
Frauen
- Paula-Irmeli Halonen
500 m: 8. Platz – 43,99 s
1000 m: 13. Platz – 1:31,72 min
3000 m: 22. Platz – 5:03,08 min
- Tuula Vilkas
1000 m: 17. Platz – 1:32,94 min
1500 m: 20. Platz – 2:24,55 min
3000 m: 12. Platz – 4:51,71 min

Männer
- Olavi Köppä
1500 m: 10. Platz – 2:03,69 min
5000 m: 20. Platz – 7:59,52 min
10.000 m: 9. Platz – 15:39,73 min
- Pertti Niittylä
500 m: 15. Platz – 40,65 s
1000 m: 8. Platz – 1:21,43 min

### Ski Nordisch

#### Langlauf
Frauen
- Taina Impiö
5 km: 19. Platz – 17:03,30 min
- Marjatta Kajosmaa
5 km: 9. Platz – 16:36,25 min
10 km: 11. Platz – 31:35,50 min
4 × 5 km Staffel:  – 1:08:36,57 h
- Marja-Liisa Kirvesniemi-Hämäläinen
10 km: 22. Platz – 32:37,72 min
- Helena Kivioja-Takalo
5 km:  – 15:32,12 min
10 km:  – 30:14,28 min
4 × 5 km Staffel:  – 1:08:36,57 h
- Hilkka Riihivuori-Kuntola
5 km: 4. Platz – 16:17,74 min
10 km: 9. Platz – 31:29,39 min
4 × 5 km Staffel:  – 1:08:36,57 h
- Liisa Suihkonen
4 × 5 km Staffel:  – 1:08:36,57 h

Männer
- Risto Kiiskinen
15 km: 32. Platz – 47:21,06 min
- Arto Koivisto
15 km:  – 44:19,25 min
30 km: 8. Platz – 1:32:23,11 h
50 km: 10. Platz – 2:43:44,79 h
4 × 10 km Staffel:  – 2:07:59,72 h
- Juha Mieto
15 km: 10. Platz – 45:46,27 min
30 km: 4. Platz – 1:31:20,39 h
50 km: 34. Platz – 2:50:03,61 h
4 × 10 km Staffel:  – 2:07:59,72 h
- Matti Pitkänen
30 km: 13. Platz – 1:33:44,74 h
4 × 10 km Staffel:  – 2:07:59,72 h
- Juhani Repo
30 km: 22. Platz – 1:35:31,06 h
50 km: 9. Platz – 2:42:54,89 h
- Pertti Teurajärvi
15 km: 14. Platz – 46:04,84 min
50 km: 27. Platz – 2:47:25,60 h
4 × 10 km Staffel:  – 2:07:59,72 h

#### Skispringen
- Harri Blumén
Normalschanze: 29. Platz – 210,4 Punkte
Großschanze: 41. Platz – 160,7 Punkte
- Rauno Miettinen
Großschanze: 21. Platz – 185,4 Punkte
- Esko Rautionaho
Normalschanze: 11. Platz – 229,6 Punkte
Großschanze: 12. Platz – 197,8 Punkte
- Jouko Törmänen
Normalschanze: 14. Platz – 225,0 Punkte
Großschanze: 10. Platz – 204,9 Punkte

#### Nordische Kombination
- Jorma Etelälahti
Einzel (Normalschanze/15 km): 24. Platz
- Erkki Kilpinen
Einzel (Normalschanze/15 km): 10. Platz
- Jukka Kuvaja
Einzel (Normalschanze/15 km): 11. Platz
- Rauno Miettinen
Einzel (Normalschanze/15 km): 4. Platz